# Chiesa della Santissima Trinità (Viterbo)
La chiesa della Santissima Trinità è un edificio religioso di Viterbo, situato in piazza della Trinità. Tale chiesa è conosciuta, in particolare dai viterbesi, con il nome di santuario della Madonna Liberatrice, perché nel transetto destro è conservata l'immagine omonima attribuita a Gregorio e Donato d’Arezzo.

## Storia e descrizione

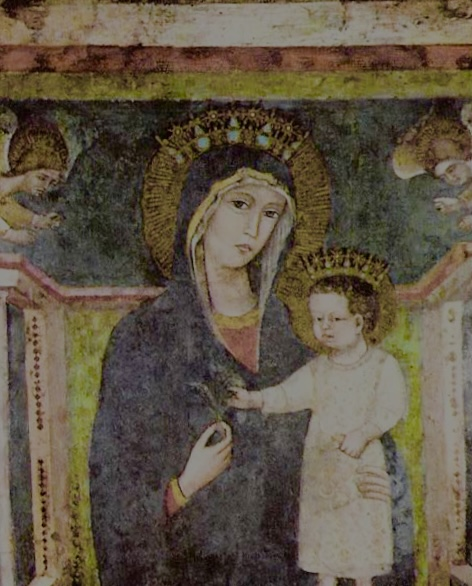
Miracolosa Immagine di Maria Santissima Liberatrice

Una piccola chiesa della Trinità risale al 1237. Durante lo svolgimento dei lavori per la realizzazione di una cappella venne alla luce il dipinto che successivamente prese il nome di Madonna Liberatrice. L'antica chiesa andò a fuoco nel 1421 e fu restaurata, per poi essere interamente ricostruita nel 1727.
La facciata attuale, che mostra sovrapposizioni neoclassiche su linee ancora barocche, è divisa in due livelli. Nella parte inferiore sono collocati tre portali e due nicchie con statue, in quella superiore si trova un finestrone centrale e ai lati altre due statue. Sulla sinistra della chiesa si trova il campanile, a pianta quadrata.
Annesso alla chiesa si trova il convento degli agostiniani, dove si trova un grandioso chiostro costruito nel 1514 per volere del cardinale Egidio Antonini, usando le trentotto colonne che erano ordinate anni prima dal cardinale Santori.